# Ametralladora ligera Dror
La Dror (gorrión en hebreo) fue una ametralladora ligera israelí basada en la ametralladora Johnson M1941.

## Desarrollo

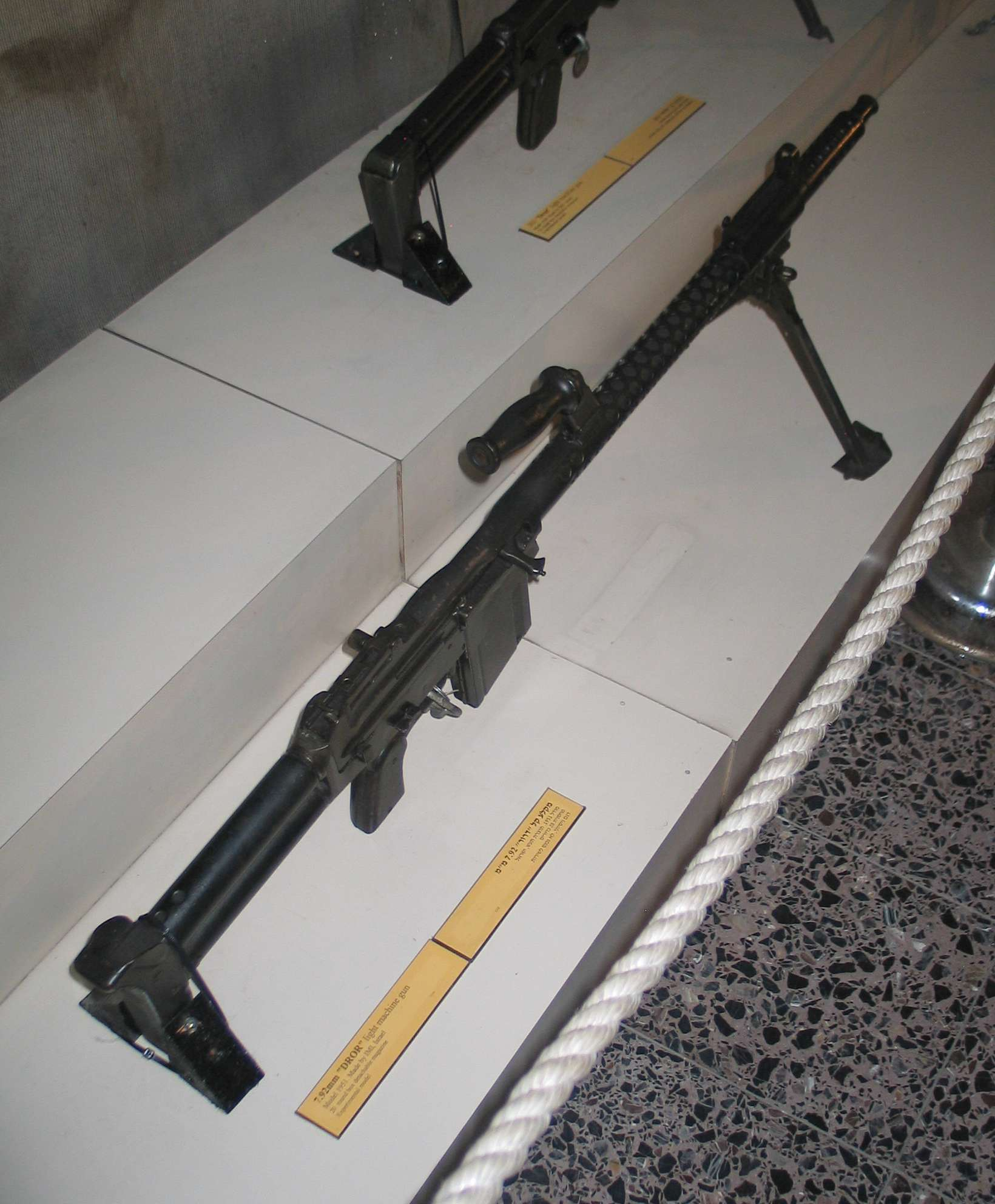
La Dror Modelo 2 (1951) del Museo Batey ha-Osef.

En 1946, el Estado de Israel estudió planes para producir una ametralladora ligera propia. Para finales de aquel año, la Haganah (precursora de las Fuerzas de Defensa de Israel) compró los derechos de producción de la ametralladora Johnson M1941 a la Winchester Repeating Arms Company y desarrolló la Dror en sus propios talleres clandestinos. Junto a éstos se compraron las maquinarias para su producción a precio de chatarra.

## Diseño
La Dror era una ametralladora accionada por retroceso y enfriada por aire. Su cañón tiene un cerrojo rotativo con múltiples tetones de acerrojado dispuestos radialmente. Estas ametralladoras pueden dispararse en modo automático para un mejor enfriamiento, o en modo semiautomático para una mejor precisión.
Las Dror Modelo 1 se parecen mucho a la Johnson M1941, incorporando el alto punto de mira y el mecanismo de desacople del cañón. Las Dror Modelo 2 tienen varios cambios respecto a a la primera, al ser adaptadas para un cartucho sin pestaña y usar un cargador de 20 cartuchos del BAR modificado para balancear el arma. Además, el mecanismo de desacople del cañón fue instalado en el soporte frontal de éste con un escudo disipador de calor, de color naranja/marrón, que puede ser retirado sin necesidad de utilizar guantes protectores. También se montó una cubierta plegable sobre el brocal del cargador, a fin de que el ametralladorista pueda cerrarla para evitar el ingreso de tierra y otros elementos en el cajón de mecanismos cuando no se utiliza el arma.

## Producción
Ya que estaban disponibles grandes cantidades de cartuchos de fusil británicos, la Dror Modelo 1 fue inicialmente calibrada para el .303 British debido a que sus dimensiones eran en pulgadas, no milímetros. Se produjeron unas 800-1.000 antes de su cese de producción debido a problemas de alimentación que los armeros no pudieron solucionar.
La Dror Modelo 2 fue construida por la IMI y calibrada para el cartucho 7,92 x 57 Mauser para beneficiarse de las grandes cantidades de este cartucho recientemente importado. En este modelo, los cargadores se insertaban verticalmente debajo del cajón de mecanismos.

## Historial de servicio
Debido a su sensibilidad en entornos polvorientos, la Dror no participó en la Guerra árabe-israelí de 1948. Luego de ser probada en combates simulados, en 1952 las Fuerzas de Defensa de Israel eligieron a la FN Modelo D (un derivado del fusil automático Browning) para reemplazar a la Dror.